# Месселис, Андре
Андре Месселис (нидерл. André Messelis 17 февраля 1931, Ледегем, Западная Фландрия — 17 февраля 2022, Kortemark, Фламандский регион) — бельгийский профессиональный шоссейный велогонщик в 1955-1969 годах. 
Скончался 17 февраля 2022 года.

## Достижения
1954
3-й Тур Австрии — Генеральная классификация
1956
7-й Кюрне — Брюссель — Кюрне
1957
2-й Три дня Западной Фландрии — Генеральная классификация
1959
8-й Чемпионат Цюриха
1960
2-й Тур Бельгии — Генеральная классификация
8-й Дварс дор Фландерен
1962
1-й Tour du Nord
1-й E3 Харелбеке
1-й Чемпионат Фландрии
2-й Гран-при Исберга
7-й Дварс дор Фландерен
8-й Кюрне — Брюссель — Кюрне
1963
1-й Рубе — Кассель — Рубе
3-й Четыре дня Дюнкерка — Генеральная классификация
3-й Гран-при Антиба
1964
2-й Рубе — Кассель — Рубе
9-й Чемпионат Бельгии — Групповая гонка
1965
2-й Три дня Западной Фландрии
4-й E3 Харелбеке
1966
2-й Tour du Nord
5-й Кюрне — Брюссель — Кюрне
6-й Флеш Валонь
7-й Чемпионат Бельгии — Групповая гонка

## Статистика выступлений

### Гранд-туры
| Гранд-тур                 | 1960 | 1961 | 1962 | 1963 | 1964 | 1965 | 1966 |
| ------------------------- | ---- | ---- | ---- | ---- | ---- | ---- | ---- |
| Джиро д’Италия            | —    | —    | —    | —    | —    | —    | 32   |
| Тур де Франс              | 43   | —    | 39   | НФ   | —    | —    | 52   |
| (c 2010 ) Вуэльта Испании | 12   | 11   | НФ   | —    | —    | —    | —    |

| —  | Не участвовал  |
| НФ | Не финишировал |